# Zonas históricas de Kyongju
Las zonas o áreas históricas de Kyongju o Gyeongiu en la provincia de Gyeongsang del Norte, Corea del Sur. Fueron declaradas Patrimonio de la Humanidad por la Unesco en el año 2000.
Las áreas históricas incluyen las ruinas de templos y palacios, pagodas y estatuas, y otros sitios culturales dejados por el Reino de Silla, como el Monte Namsan, Banwolseong, el Parque de los túmulos, Hwangnyongsa y la Fortaleza Sanseong.

## Organización de las zonas

### Monte Namsan

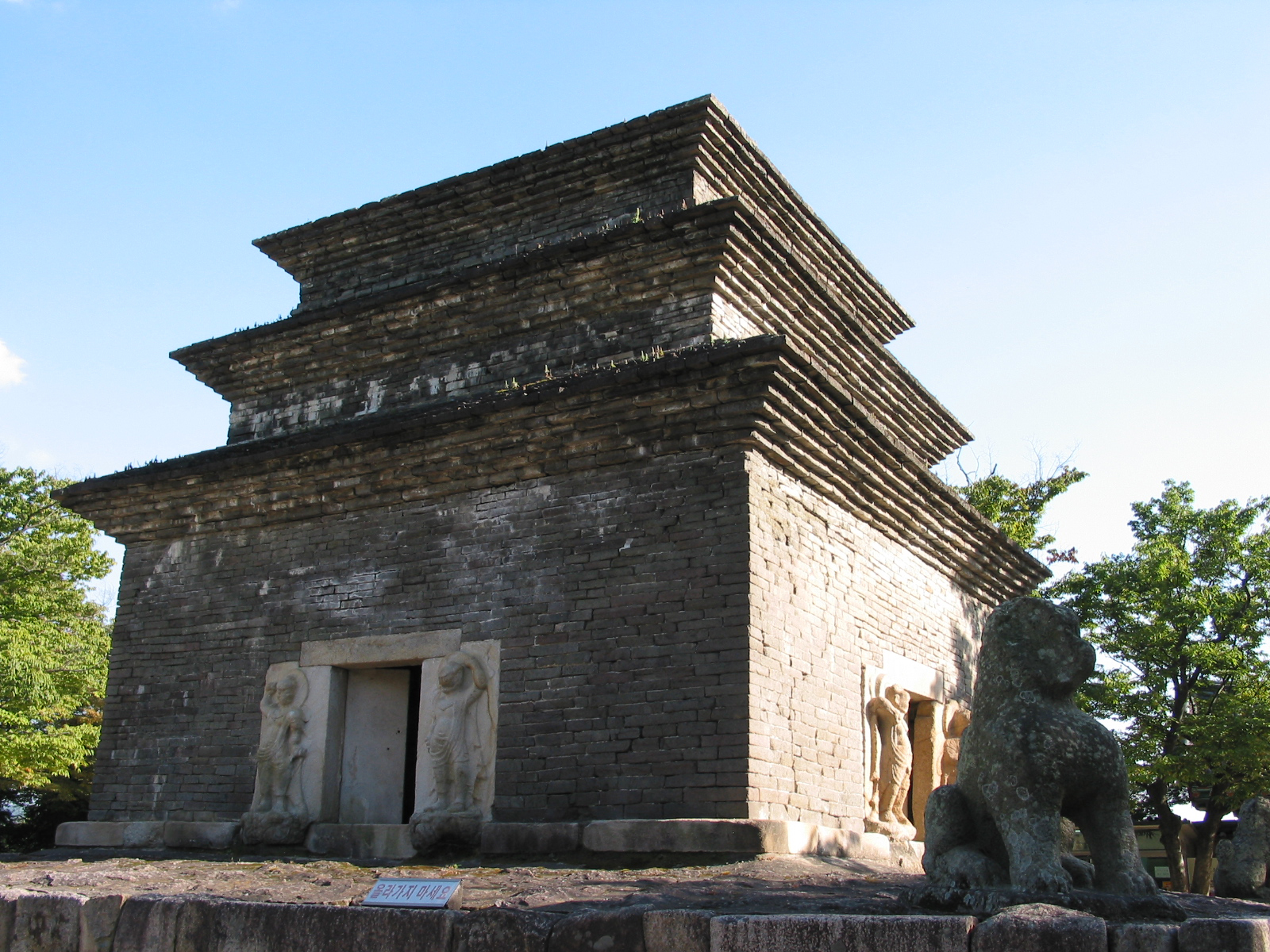
Ruinas de la Pagoda de Bunhwangsa, 30.º Tesoro Nacional de Corea del Sur, que se encuentra en el templo de Bunhwangsa.

La zona del monte Namsan se encuentra en los alrededores de dicho monte que era considerado sagrado por el Reino de Silla. Contiene vestigios tanto budistas como relacionados con chamanismo que son anteriores a la introducción del budismo en Corea. Los restos budistas comprenden ruinas de 122 templos, 53 estatuas de piedra, 64 pagodas de piedra y 17 linternas de piedra. Otros sitios destacados incluyen la Fortaleza del Monte Namsan (construida en el 591), el Pabellón Poseokjeong (famoso por su estanque en forma de caracola), y el estanque Seochulji. El monte Namsan es famoso por las distintas imágenes de Buda talladas en la roca y también muestran la progresión y maduración de la escultura de Silla durante el período de Silla Unificado. El ejemplo más famoso de estos relieves es el Buda de Roca. Este bajorrelieve se encuentra en el Valle de Tapgol y consta de tres paredes decoradas con las imágenes de Buda y sus discípulos. Existen también en esta zona túmulos de los reyes de Silla que datan desde siglo II hasta el siglo X.

### Wolseong
Entre los principales atractivos de esta zona destacan las ruinas de Banwolseong (a medio camino entre palacio y fortaleza), el Gyerim, las ruinas y pabellones restaurados del estanque artificial de Anapji, las ruinas del Palacio Imhaejeon y el famoso Observatorio de Cheomseongdae.

### Parque de los túmulos

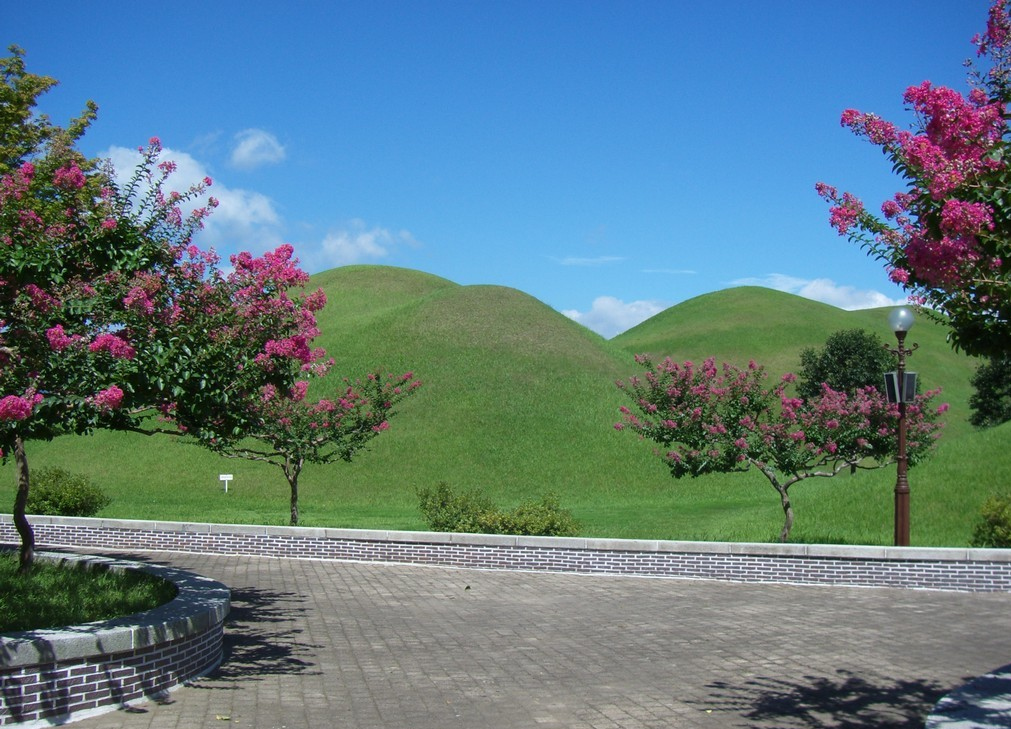
Túmulos reales en Gyeongju.

Esta zona se compone de tres grupos de tumbas reales. La mayoría de los túmulos tienen forma de cúpulas o montículos de tierra. Sin embargo, algunos otros tienen forma de calabaza o media luna. Las tumbas excavadas contienen sarcófagos de madera cubiertos con grava y ricos ajuares de oro, cristal y cerámica. Un ejemplo famoso de tumba en este parque es el Sepulcro del Caballo Celestial, cuya tapa hecha de madera de abedul contiene un dibujo de un caballo alado. 

### Hwangnyongsa
Este conjunto de restos históricos se concentran alrededor de las ruinas de los templos de Hwangnyongsa y Bunhwangsa. De acuerdo a los cimientos excavados, Hwangnyongsa era el templo más grande jamás construido en Corea y cubre 72.500 ㎡. El Templo de Bunhwagsa existe hoy en día sólo en una fracción de su tamaño original. En el pasado, fue uno de los templos budistas más importantes. Una de sus pagodas más conocidas es aquella realizada con ladrillos hechos de piedra. Se cree que tuvo de siete a nueve pagodas similares de las que permanecen actualmente sólo tres.

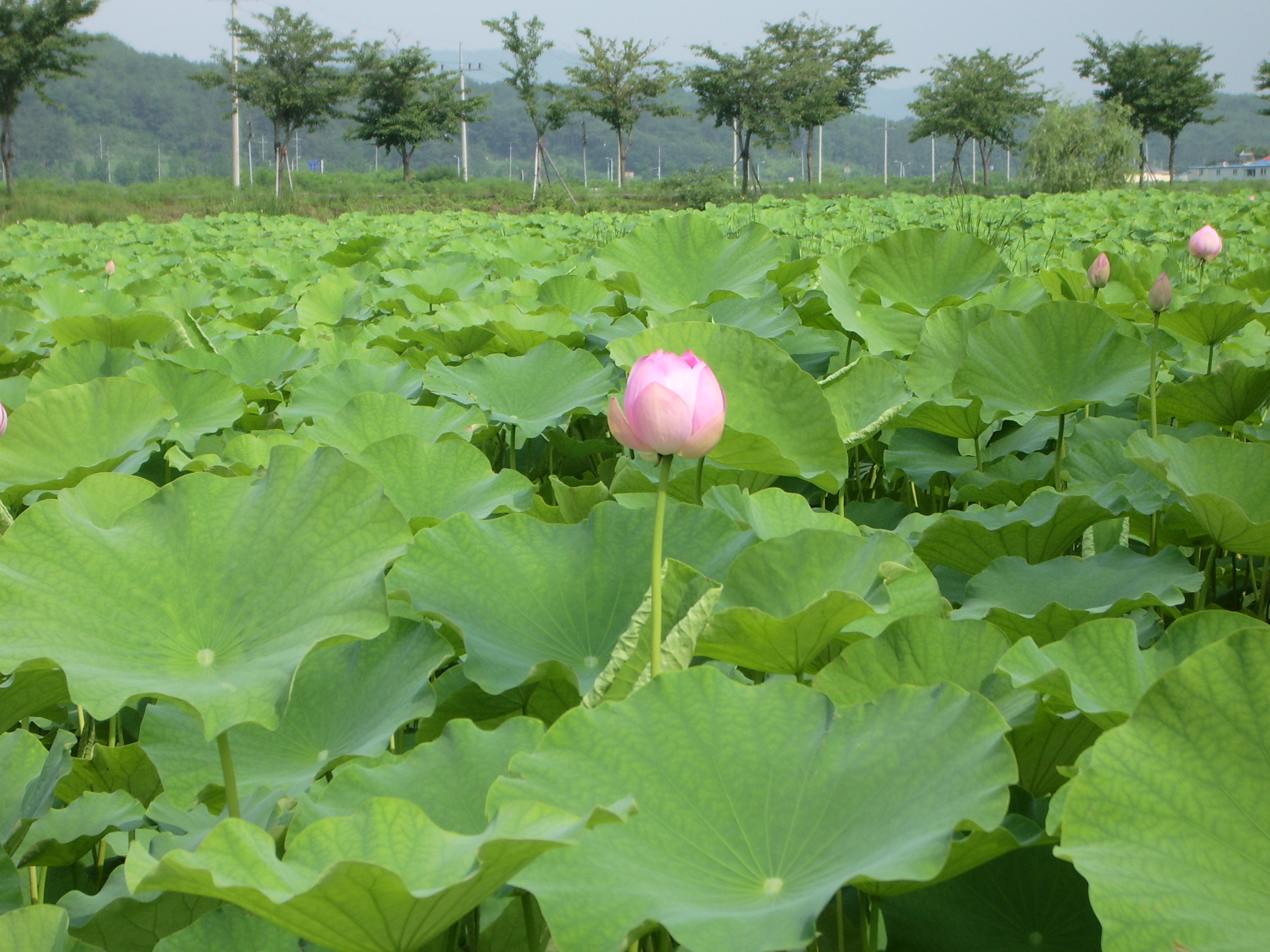
Campo de lotos en el estanque Anapji.

### Sanseong
Esta área incluye las ruinas de la fortaleza de la montaña de Myeonghwal (Myeonghwal Sanseong) situada en el monte Myeonghwal en el lago Bomun cerca de 6 kilómetros al este del centro de la ciudad de Gyeongju.